# أدريان رايت
أدريان رايت (بالإنجليزية: Adrian Wright)‏ هو ممثل أسترالي، ولد في 1976، وتوفي في 2015.

## وصلات خارجية
- أدريان رايت على موقع IMDb (الإنجليزية)
- أدريان رايت على موقع قاعدة بيانات الفيلم (الإنجليزية)